# Stolperstein in Sonneberg
Der Stolperstein in Sonneberg ist Rosa Bibo gewidmet, er wurde in der Kreisstadt Sonneberg im Süden Thüringens verlegt. Stolpersteine werden vom Kölner Künstler Gunter Demnig in weiten Teilen Europas verlegt. Sie erinnern an das Schicksal der Menschen, die von den Nationalsozialisten ermordet, deportiert, vertrieben oder in den Suizid getrieben wurden und liegen im Regelfall vor dem letzten selbstgewählten Wohnsitz des Opfers.
Der erste Stolperstein in Sonneberg wurde am 26. Mai 2012 vom Künstler persönlich verlegt.

## Hintergrund
Der ersten Verlegung vorausgegangen war eine Ausstellung mit dem Spurensuche – Jüdisches Leben in Sonneberg, die am 27. Januar 2012 im Landratsamt Sonneberg eröffnet wurde. Schülerinnen und Schüler der Bürgerschule hatten die Ergebnisse ihrer Recherchen präsentiert. Kreisheimatpfleger Thomas Schwämmlein stellte eine Liste mit bislang 41 Bürgern zusammen, die während der NS-Zeit in Sonneberg lebten und deportiert wurden, die fliehen mussten oder emigrieren konnten. Die Anregung zur Verlegung der Stolpersteine kam von Lena Hammerschmidt, die in der Folge auch Rosa Bibo als erste Geehrte aussuchte.

## Stolperstein
| Stolperstein | Inschrift                                                                        | Verlegeort    | Name, Leben |
| ------------ | -------------------------------------------------------------------------------- | ------------- | --- |
|              | HIER WOHNTE ROSA BIBO JG. 1898 DEPORTIERT 1942 THERESIENSTADT ERMORDET 17.2.1944 | Ernststraße 2 | Rosalie Bibo, genannt Rosa, wurde am 15. November 1876 in Offenbach geboren. Ihre Eltern waren Nathan Otto Bibo (1841–1922) und Pauline, geborene Süss (1843–1931). Sie hatte fünf Geschwister, Selma, Luise, Siegfried, Margarethe und Sophie. Sie wuchs in Erfurt auf und übersiedelte am 15. Februar 1898 nach Sonneberg. Nahezu 45 Jahre lang arbeitete sie als Verkäuferin in der Textilhandlung in der Ernststraße 2. Im Dachgeschoss hatte sie eine kleine Wohnung. Bibo blieb alleinstehend und unverheiratet. Auf dem Meldeschein der Stadt Sonneberg ist vermerkt: „Abgemeldet durch Kripo / Theresienstadt 18.09.42“. Sie wurde am 19. September 1942 nach Weimar überstellt und tags darauf mit Transport XVI/1 von Leipzig nach Theresienstadt deportiert. Ihre Deportationsnummer war 724. Dort wurde Rosalie Bibo am 17. Februar 1944 ermordet. Zumindest zwei ihrer Geschwister wurde ebenfalls im Zuge der Shoah ermordet: Selma und ihr Ehemann Hermann Hirsch Hacker sowie Sophie Bibo. Heute befindet sich an der Adresse Ernststraße 2 eine bekannte Buchhandlung. |

## Weitere Verlegungen
Eine für November 2020 geplante Verlegung durch den Künstler musste wegen der COVID-19-Pandemie abgesagt werden. Die Stolpersteine wurden zur Selbstverlegung zugesandt.

## Weblink
- Chronik der Stolpersteinverlegungen auf der Website des Projekts von Gunter Demnig